# Euschistus tristigmus
Euschistus (Euschistus) tristigmus ist eine Wanzenart aus der Familie der Baumwanzen (Pentatomidae). Sie ist die Typusart der Gattung Euschistus. Ihre englische Bezeichnung lautet Dusky Stink Bug („Düsterfarbene Stinkwanze“).

## Merkmale
Die 8–12 mm langen graugelben Wanzen sind dunkel pigmentiert. Der Halsschild weist an den Seiten spitze Winkel auf (im Gegensatz zur ähnlichen Art Euschistus servus). Auf der Unterleibsseite befinden sich mittig angeordnet 1–4 dunkle Flecken, die als  Bestimmungsmerkmal herangezogen werden.

## Vorkommen
Euschistus tristigmus kommt in der Nearktis vor. Ihr Verbreitungsgebiet erstreckt sich östlich der Rocky Mountains von Kanada über die Vereinigten Staaten bis nach Mexiko.

## Lebensweise
Euschistus tristigmus ist eine polyphage Wanzenart mit einem breiten Spektrum an Futterpflanzen. Die Wanzen verursachen Fraßschäden an verschiedenen Obstbäumen wie Pfirsich und Apfel. Die Sojabohne gehört ebenfalls zu ihren Futterpflanzen. Euschistus tristigmus gilt in den USA als ein ökonomisch bedeutsamer Schädling.
Die Art ist bivoltin und überwintert als Imago.

## Unterarten
Es werden folgende Unterarten unterschieden, wobei die erste im Südosten der USA, die zweite dagegen im Norden der USA vorkommt:
- Euschistus tristigmus luridus Dallas, 1851
- Euschistus tristigmus tristigmus Say, 1832

## Galerie

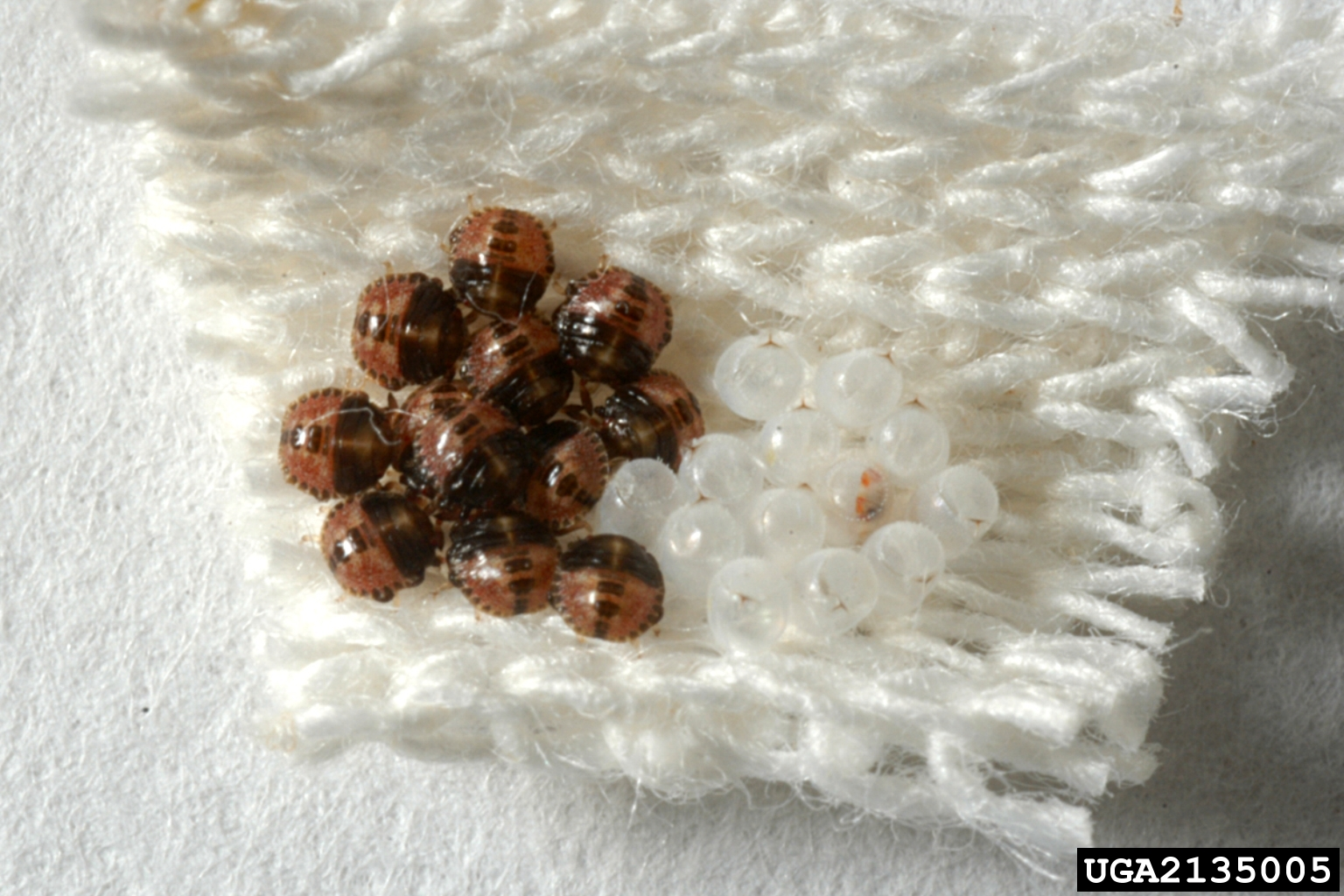
1. Nymphenstadium
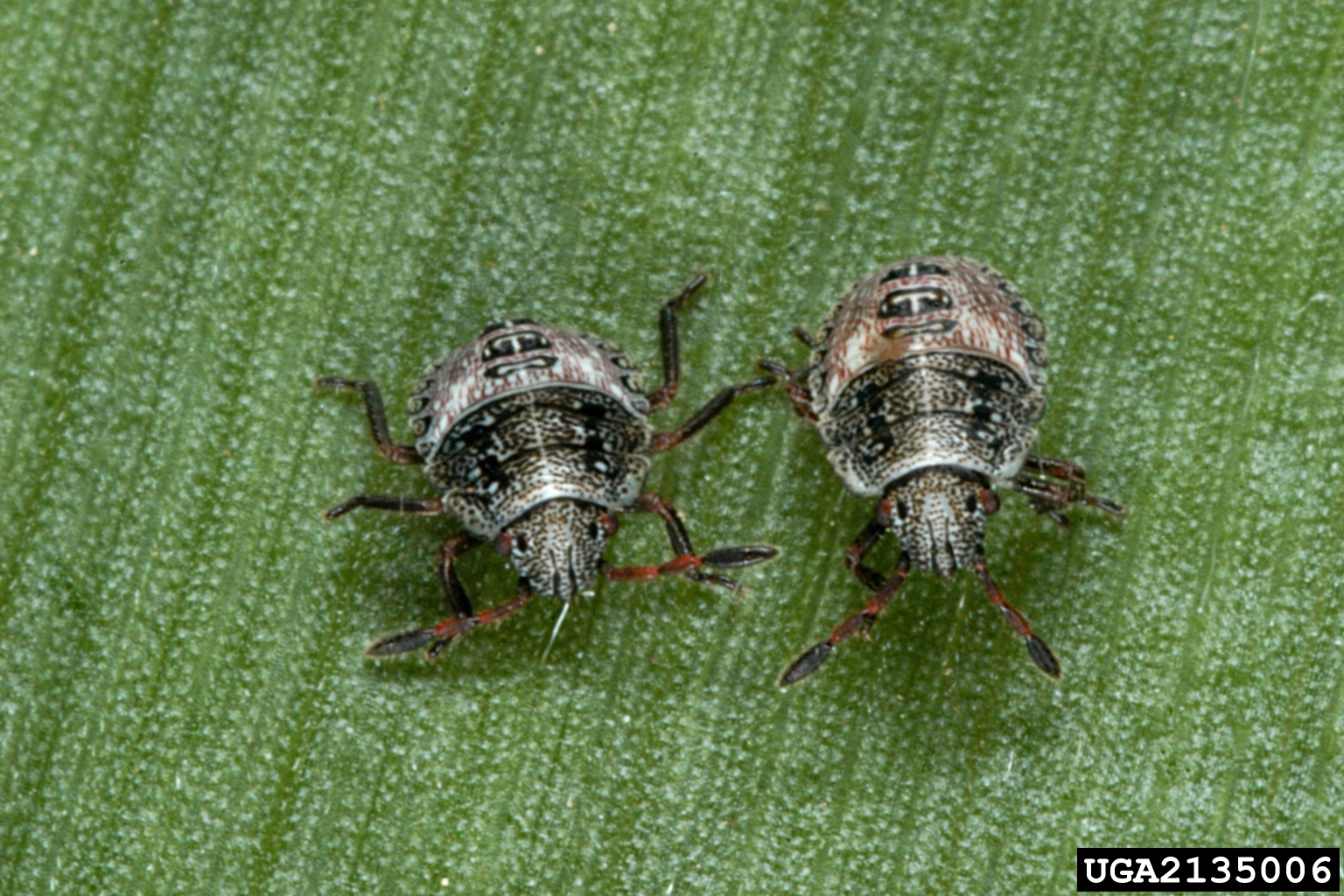
2. Nymphenstadium
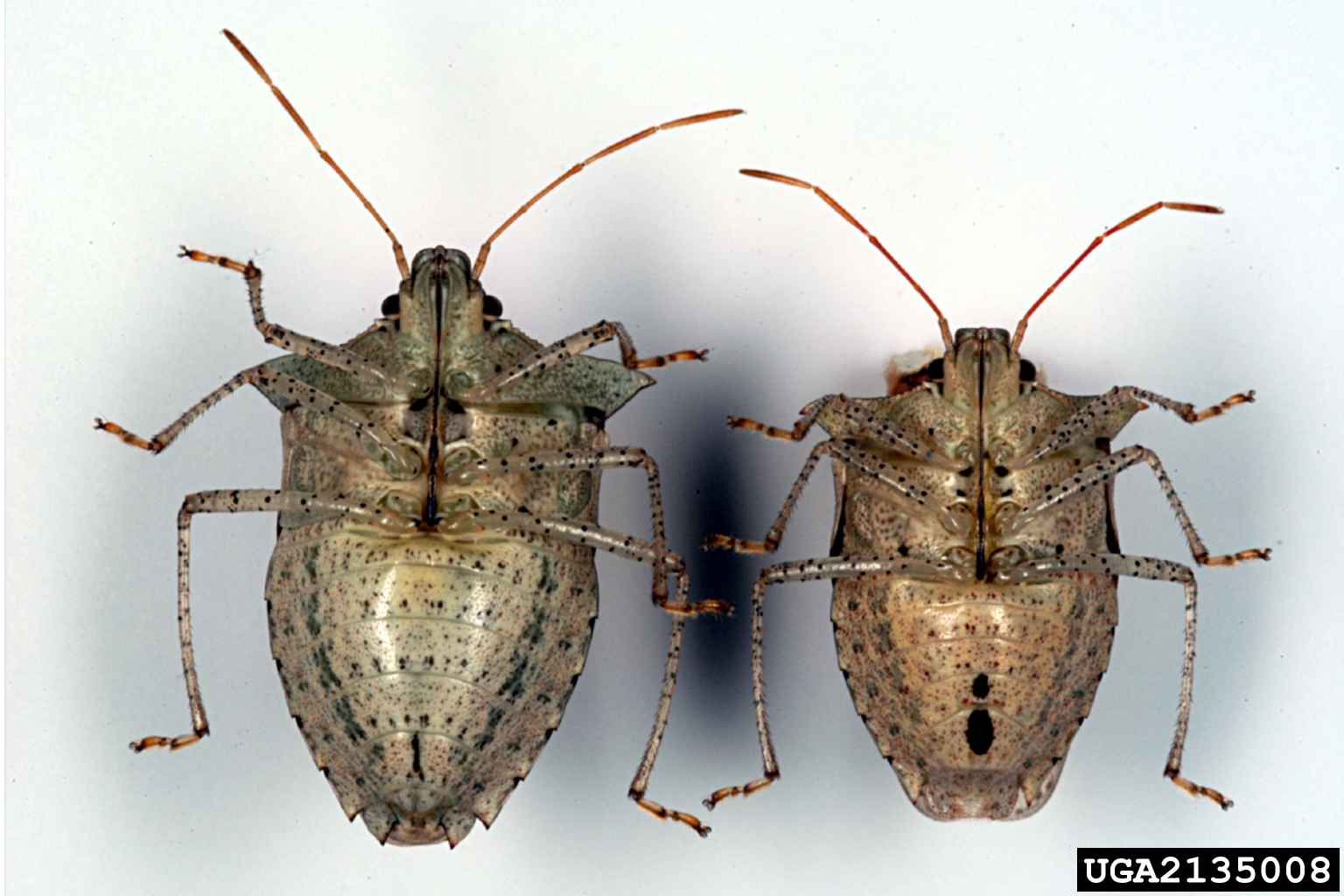
Unterseite von Weibchen (links) und Männchen (rechts)

## Etymologie
Der Artzusatz tristigmus leitet sich aus dem Lateinischen ab und bedeutet „dreigefleckt“.